# 1009 Sirene
1009 Sirene là một tiểu hành tinh vành đai chính. Nó được phát hiện bởi Karl Wilhelm Reinmuth ngày 31 tháng 10 năm 1923, và được đặt theo tên thần thoại Siren. Tên ban đầu của nó là 1923 PE. Nó bị mấu dấu vết đến khi được phát hiện lại vào năm 1982 với kích thước 48-inch (120 cm) Schmidt ở Đài quan sát Palomar.